# 前貼り
前貼り（まえばり）は、股間に貼り付けて性器を覆い隠す物体の総称。前張り、前バリとも。映画のベッドシーンなどで使われる。
また、漫画、アニメ、ゲーム、その他イラストレーションなどにおいては性器に対する修正の代価的な表現として用いられる。
そのため萌え要素あるいはフェティシズムの一つとなることがある。

## 映画においての前貼り

### 使用目的
映画撮影において前貼りは、主に以下の目的で使用される。
- 役者の性器を相手役者や現場スタッフの目から隠す（俳優にとっての主目的）。
- 性器がフィルムに写りこむことを未然に防ぐ（撮影上の主目的／写ってしまうと不自然な修正が必要になる）。
- 俳優による偶然または故意の挿入を防ぐ・挿入を拒否する意思の表示。
- 男性器を固定し、演技の邪魔にならないようにする（ぶらぶらしてしまうと困る）。
- 役者の性器の状態変化を隠し、両者の動揺による心理面への影響を抑える（有効なのは性液分泌程度で、勃起に対してはほぼ無力）。

日本においては一般映画・ピンク映画を問わずほとんどの撮影現場で使用されており、特に男性においては前貼りの使用は相手女優へのマナーでもあるという。基本的には画面に映りこむべきものではないため、撮影においてはアングルなどに細心の注意が払われる。一方、いわゆるヘアヌードのように陰部描写を前提にした撮影の場合は通常の前貼りの使用ができず、出演者は陰部を完全にさらけ出しての演技を迫られることになる。しかし、場合によっては陰毛を模したカツラを貼り付けることもあるという。このカツラは本来、陰毛が薄い女優が陰唇が直接写ってしまうのを避けるために使用するものである。
最近は、人権遵守の観点からピンク映画など性行為を経ない映画やドラマでも、着替えや入浴シーンなどの撮影時に現場スタッフや役者に見えないよう使用することが普通である。

### 前貼りの製作・事情
前貼りは専用の用具というものが既製品として存在しているわけではないため、基本的に全てが現場スタッフや役者本人による手製のものである。素材は一般にガーゼや布地、生理用ナプキンなどを適切な大きさに切ったものと粘着テープを組み合わせて使用されるが、テープの粘着力は強すぎると剥がす時に痛みが大きく、弱すぎると撮影中に剥がれてしまう。特に陰毛が巻き込まれると激痛が走るとされ、かつては撮影前に陰毛そのものを全て剃ってしまう者も多かったというが、ヘアヌード解禁後の映画ではそれもやりにくくなっているという。前貼りの形状はさまざまであり、陰毛の生え際から肛門までを完全に覆ってしまう大型のものもあれば、性器を覆うのに必要な最低限のサイズしかもっていないものもある。思い切りのよい女優の場合は、絆創膏状のテープを割れ目に沿って貼り付けるだけで済ませることもある。
一方、男性においては事情は少々複雑である。ただでさえ性器が外部に露出していることに加え、陰茎は不意の勃起によりしばしば前貼りをはがしてしまう。実際、歴戦のベテラン俳優であってもベッドシーンで偶然勃起することは珍しくなく、前貼りを突き破ったそれが共演女優の性器に直接接触してしまい大いに顰蹙を買うこともしばしばだという。男性用前貼りの素材にはガーゼなどだけではなく、靴下やストッキング、紙コップ、果てはヌーブラなど対象物の形状を踏まえたものも多く使われているが、現時点ではこれがベストというものは見つけ出されていない模様である。
ある映画の撮影で前貼りが使用されたか否かは通常撮影現場にいた者以外は知ることができない。しかし女優が前貼りを使用しなかった場合は扇情的な呼び物として宣伝に使用されることが多いほか、有名俳優が後年に思い出話として前貼りを使用しなかった映画について触れることもしばしばある。

## フィクションにおける前貼り
2006年に発売されたマエバリ帝国の逆襲では従来では小道具的な扱いだった前貼りを前面に押し出した作品となっている。またファンタシースターオンライン2において2016年4月20日のアップデートでは突如スマートインナーと称されるコスチュームが登場して一部の愛好家の間において話題になった。